# 37582 Фарадей
37582 Фарадей (37582 Faraday) — астероїд головного поясу, відкритий 12 жовтня 1990 року.
Тіссеранів параметр щодо Юпітера — 3,594.